# Poduzetnički inkubator
Poduzetnički inkubator je organizacija koja pruža podršku novim i malim poduzećima, obrtima i tvrtkama, posebno onima u ranoj fazi razvoja. Njihova osnovna svrha je olakšati poduzetnicima pokretanje i razvoj poslovanja kroz razne usluge i resurse. Inkubatori se često osnivaju s ciljem poticanja mjesnog i područnog gospodarskog razvoja.
Inkubatori nude prostor za rad, često po povoljnijim uvjetima najma od tržišnih. Ovi prostori su obično opremljeni potrebnom infrastrukturom koja omogućava poduzetnicima fokus na razvoj svojih ideja. Osim prostora, inkubatori pružaju menadžersku podršku, tehničku pomoć, kao i pravne i upravne usluge. Često omogućavaju i povezivanje s drugim poduzetnicima, ulagačima i stručnjacima. Također, mnogi inkubatori nude pristup ulagača izvorima ili pomažu u pronalaženju investitora koji su zainteresirani za ulaganje u nove projekte.